# 257084 Joanalcover
257084 Joanalcover è un asteroide della fascia principale. Scoperto nel 2008, presenta un'orbita caratterizzata da un semiasse maggiore pari a 3,030576 UA e da un'eccentricità di 0,060626, inclinata di 8,864468° rispetto all'eclittica.
È dedicato al poeta spagnolo Joan Alcover.